# Lembeke
Lembeke est une section de la commune de Kaprijke, située en Belgique en Région flamande dans la province de Flandre-Orientale. C'était une commune à part entière avant la fusion des communes de 1977.

## Histoire
Dans le passé, Lambeke était le siège d'une seigneurie. Au XVIIe siècle, cette seigneurie était devenue baronnie. En 1623, Guillaume de Richardot était baron de Lambeke. Guillaume descend de Jean Grusset, dit Richardot, chef président du Conseil privé, du Conseil d'État, qui a pendant 50 ans, rendu de très grands services à la couronne d'Espagne (la région appartenait alors aux Pays-Bas espagnols). Jean était lui-même fils de Guillaume Grusset de Champlete et de Marguerite Richardot, sœur de Jean Richardot, évêque d'Arras.Jean a pris le nom et les armes de sa mère. Le 3 novembre 1623, par lettres données à Madrid, Guillaume de Richardot, baron de Lambeke, bénéficie de lettres érigeant en comté la seigneurie de Gamarage (Gammerages?), en y incorporant la seigneurie de Dottignies avec ses dépendances.

## Fête des Spéculoos
La fête fait suite à la présence sur le territoire de la firme Lotus Bakeries réputée pour ses spéculoos.

## Galerie

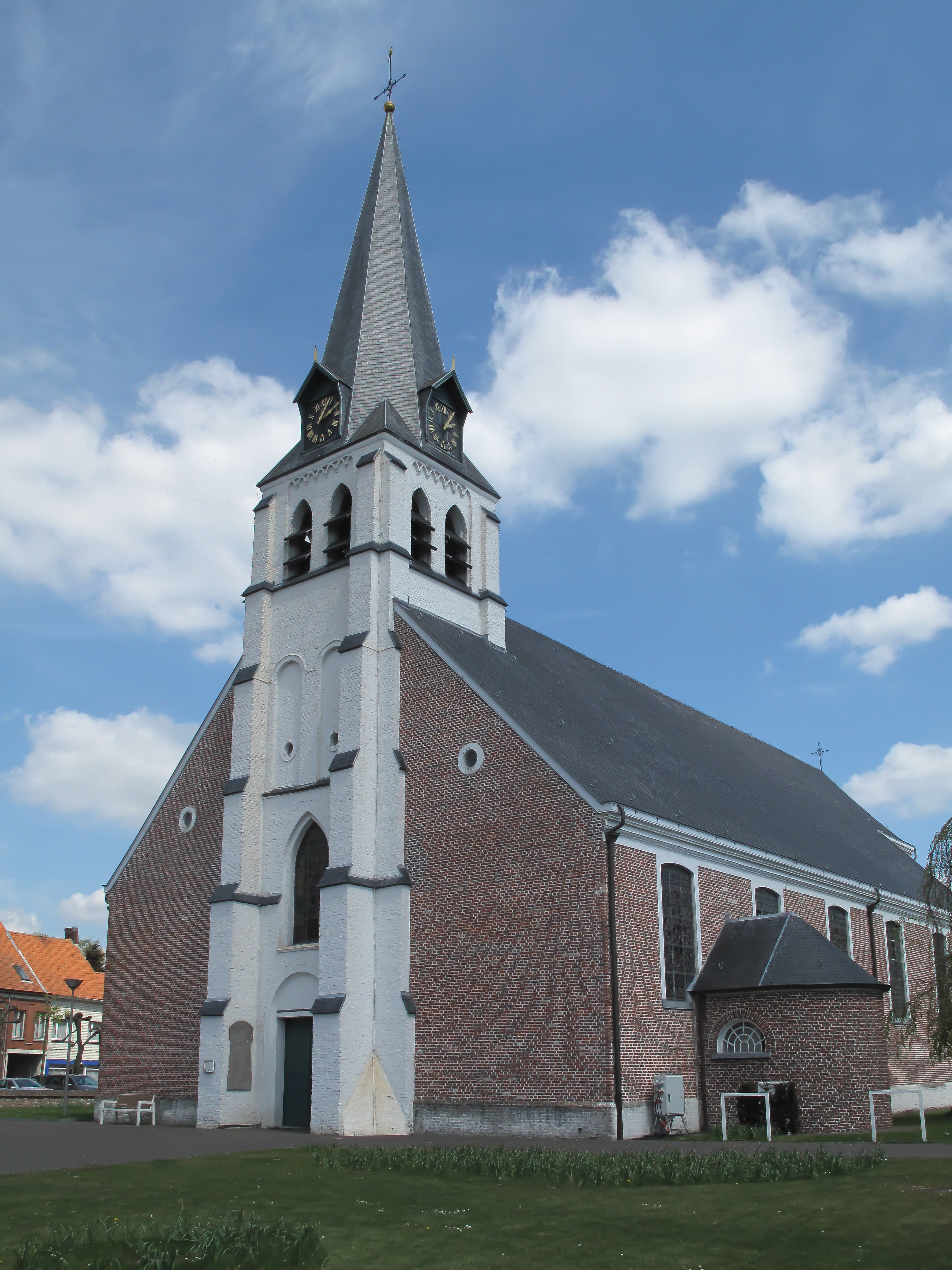
Lembeke, église: parochiekerk Sint Egidius
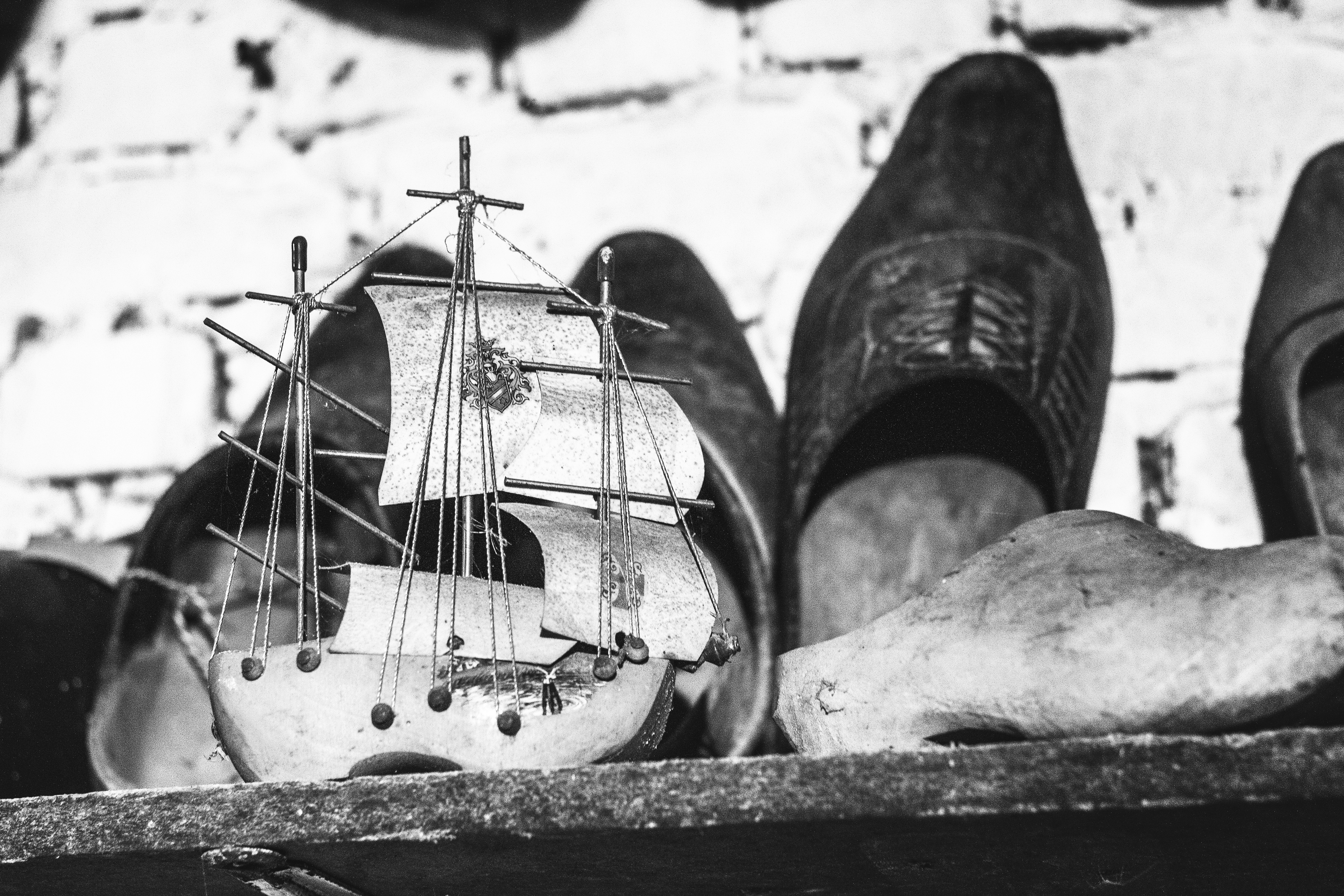
Maquette de bateau réalisée à partir d'un sabot. Bardelaeremuseum (nl), Lembeke.